# دولانکی ناد اوهری
دولانکی ناد اوهری (به چکی: Dolánky nad Ohří) یک منطقهٔ مسکونی در جمهوری چک است که در ناحیه لیتومیریتسه واقع شده‌است. دولانکی ناد اوهری ۳٫۳۱ کیلومتر مربع مساحت و ۲۴۰ نفر جمعیت دارد و ۱۶۰ متر بالاتر از سطح دریا واقع شده‌است.